# 태을산분정아국주군분야도
태을산분정아국주군분야도(太乙算分定我國州郡分野圖)는 이기정(李基晶)이 1850년 작성한 천문도이다. 2013년 10월 30일 대구광역시의 유형문화재 제66호로 지정되었다.
이 천문도의 내용은 네부분으로 구성되어 있다. 먼저 28수(宿).에 대한 성수별(星宿別)로 성좌(星座)의 모양(星象圖)이 그려져 있고, 각 도수(度數)를 아래에 부기하였다. 다음으로 28수에 의거 옛날 중국 제갈량의 천하분야도(天下分野圖)를 도수별(度數別)로 표기하고 있다.
그리고 충무공 이순신(李舜臣)이 분정(分定)한 우리나라 주군(州郡)의 분야도를 각 수(宿)에 따라 표시하였다. 마지막으로 혼중도(昏中圖)를 24절기별로 구분하여 작성하였다. 이 태을산분정아국주군분야도는 28수(宿)와 관련하여 중국과 우리나라 분야도를 표기한 천문 자료로써 중요한 학술적 가치가 있다.